# Тульский пряник
Тульский пряник — региональная разновидность печатного пряника, самый известный вид русских пряников. Как правило, тульский пряник имеет вид прямоугольной плитки или плоской фигуры, глазированной сверху. Сейчас чаще всего содержит начинку из повидла или сгущённого молока. 

## История

### В царской России
Первое письменное упоминание о тульском прянике датировано 1685 годом, но, по словам историков, на Руси эта сладость появилась примерно веком раньше. Пряники тогда делали почти во всех русских городах и деревнях. Однако именно в Туле процесс довели до совершенства и практически возвели в искусство. Десерт пользовался популярностью, сладости продавали на любой вкус: заварные, медовые, сливочные, фруктовые, мятные и даже горчичные.
Формы для выпекания пряников изготавливали из деревянных дощечек, их вырезали из липы, груши или берёзы, а затем сушили и вырезали на них узор в зеркальном отражении. Тесто погружали в форму и спрессовывали, пока не получали отпечаток орнамента — до сих пор пряники с узорами называются печатными. На них изображали местные достопримечательности, зарисовки из жизни. У каждого кондитера были свои пряничные формы, и знающий человек мог узнать мастера, просто взглянув на товар.
Самым знаменитым пряничником Тульской губернии был купец Василий Гречихин: его ценили и в России, и за рубежом. Он представил двухпудовый пряник собственного производства на Всемирной выставке в Париже 1889 года и получил Гран-при. А через 11 лет, снова приехав во Францию на выставку, организовал торговлю сладостями недалеко от Эйфелевой башни — в павильоне, целиком сделанном из пряников. К 300-летию дома Романовых купец выпустил лакомства, каждое из которых упаковал в сундук с замочком. А позже на его фабрике сделали пряник с изображением карты Тулы.
Всего в последнее десятилетие перед революцией в Туле числилось 17 пряничных производителей. Среди них, помимо Гречихина, крупнейшими пряничниками, продававшими свои изделия далеко за пределы Тулы и даже за рубеж, были:
- Михаил Григорьевич Белолипецкий и 5 его сыновей,
- Гусев,
- Василий Евлампиевич Сериков родом из-под Алексина, чья фабрика была основана в 1881 году,
- Иван Алексеевич Скворцов,
- Пётр Иванович Козлов, зять И. А. Скворцова, создавший затем отдельное предприятие
- Семён Кузьмин,
- Андрей Васильевич Полетаев,
- Сушкины,
- Трухачёв,
- Илья Шаболовский,
- Константин Иванович Щукин,
- Чулковы.

В 1920-е годы предприятия Гречихина, Серикова и Скворцова были объединены и преобразованы в фабрику «Старая Тула» (на базе бывшей фабрики Серикова). Под этим названием она существует до настоящего времени.
Мастера-пряничники хранили рецепты в тайне и передавали по наследству. Одним из секретов тульских мастеров было то, что при взвешивании продуктов для приготовления пряника они не пользовались гирями, заменяя их разновесами (камешками и кусочками железа), которые тоже прятали в укромных местах. Поэтому о рецептах самых популярных и вкусных пряников знали очень немногие.

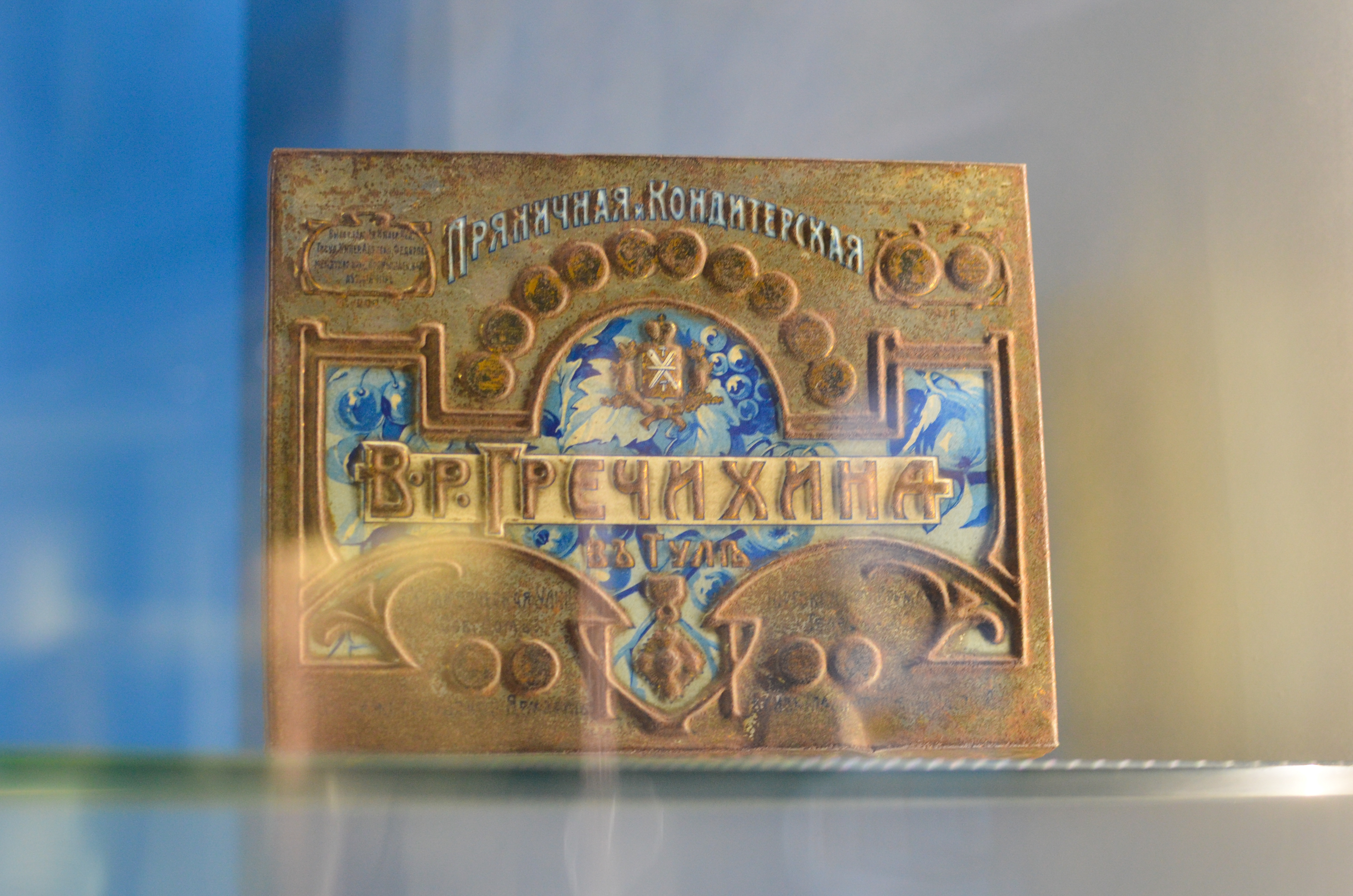
Пряничная коробка с фабрики Гречихина
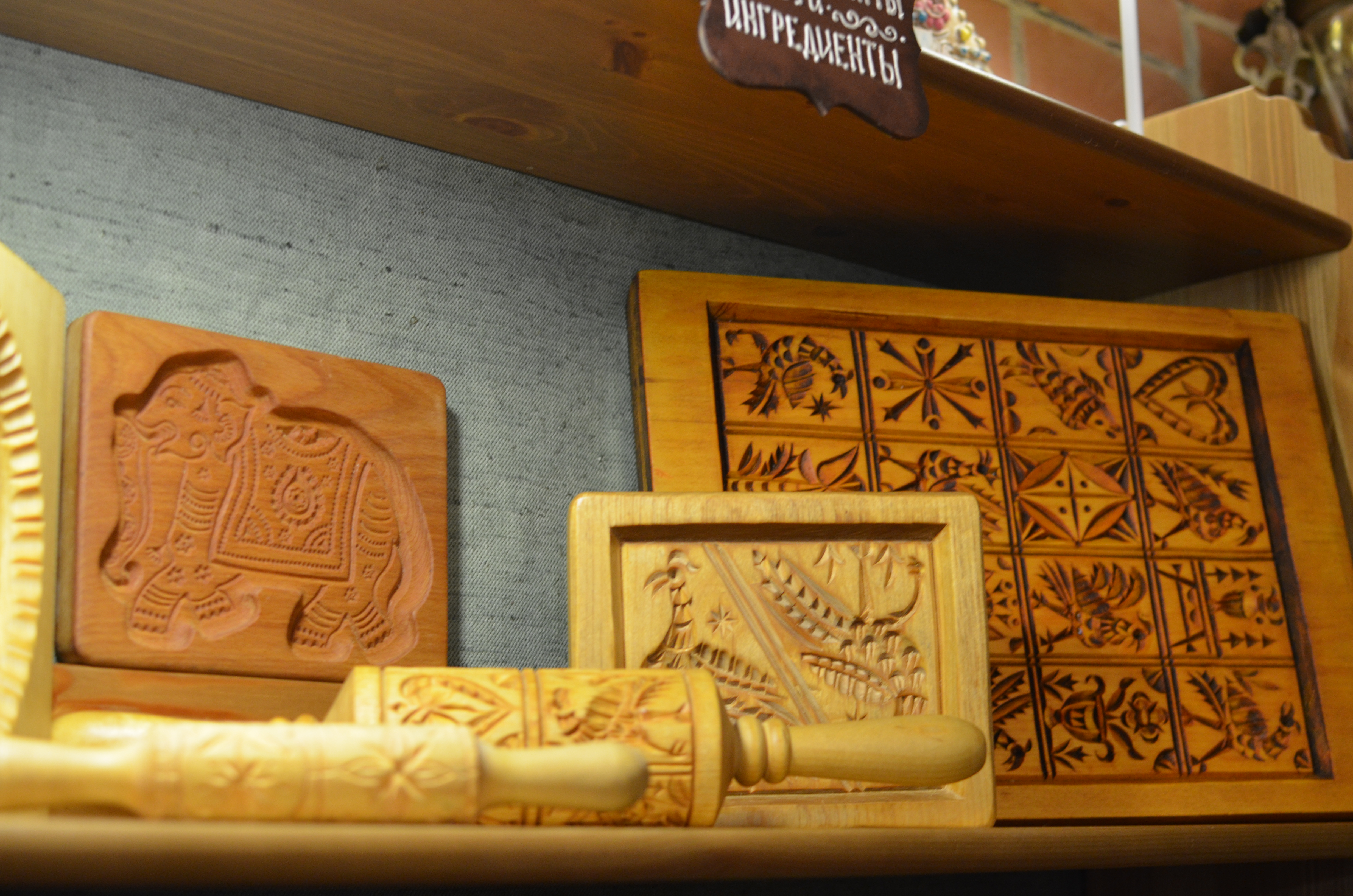
Пряничные доски
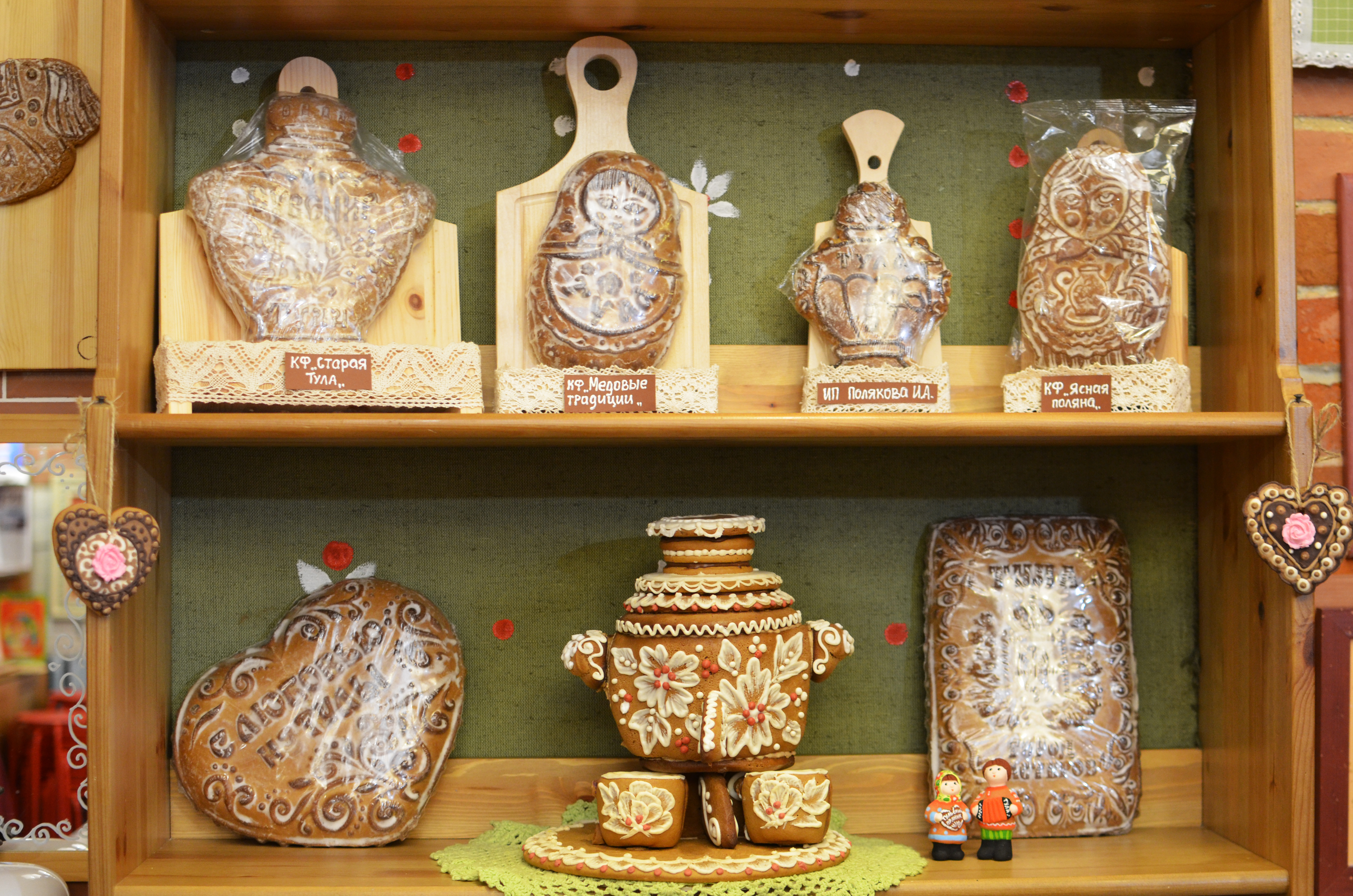
Разновидности пряников

### Советские годы
Именно поэтому в начале XX века пряничное производство было под угрозой уничтожения: после революции мастера либо уехали за границу, либо были репрессированы. Уникальные традиции тульских пекарей, казалось, были потеряны навсегда. Сохранилась легенда, что возродить традиции в 1930-х годах помог Степан Савостьянов — бывший подмастерье «пряничных» купцов Гречихиных. Мальчишкой, в один праздничный день Степан прокрался в мастерскую хозяина и взвесил все его тайные «разновесы». Так, фактически полулегальным путем, до наших дней дошел один рецепт тульских пряников — всего один рецепт из многих.
Современное производство пряников в Туле возобновилось с 1954 года. В августе этого же года в Москве вновь открывалась Всесоюзная сельскохозяйственная выставка, которая позже станет ВДНХ. К открытию этой выставки перед тульской пищевой промышленностью была поставлена задача наладить выпуск тульских пряников. Руководитель управления промышленности продовольственных товаров Тульского облисполкома Иван Лукич Давыдов в течение короткого времени нашёл ещё живых, но уже довольно пожилых людей, которые до этого занимались выпечкой пряников. Было восстановлено оборудование для выпечки, найдены старинные рецепты, на Тульском оружейном заводе изготовлены деревянные формы и началось пробное производство. Первые пряники у пекарей не получились, а потом уже, примерно через полгода, стали удачными. Когда испекли первую партию доброкачественных пряников, повезли их в Москву и отдали на пробу министру промышленности продовольственных товаров СССР Василию Петровичу Зотову. Тот передал их Анастасу Ивановичу Микояну, в ту пору работавшему заместителем председателя Совета министров СССР.
Анастас Микоян, в свою очередь, передал часть пряников на дегустацию руководству страны: первому секретарю ЦК КПСС Никите Сергеевичу Хрущёву и главе Правительства СССР Георгию Максимилиановичу Маленкову. Оценка работы тульских мастеров была наивысшей. Во-первых, пряники не черствели очень долгое время, во-вторых, они, если взять пряник за один конец, выгибались, но не ломались. Очень вкусной была и начинка. Вишневое, черносмородиновое, малиновое, сливовое варенье было первоклассным. От руководства СССР была получена благодарность и дано указание в ближайшее время наладить серийное производство пряников. Для этого постановлением Совета министров СССР Тульской области дополнительно было выделено из госрезерва необходимое количество муки и сливочного масла высшего сорта. С тех пор возродилась выпечка тульских пряников, и они продолжают оставаться визитной карточкой города-героя и всего Тульского края.

### Современность

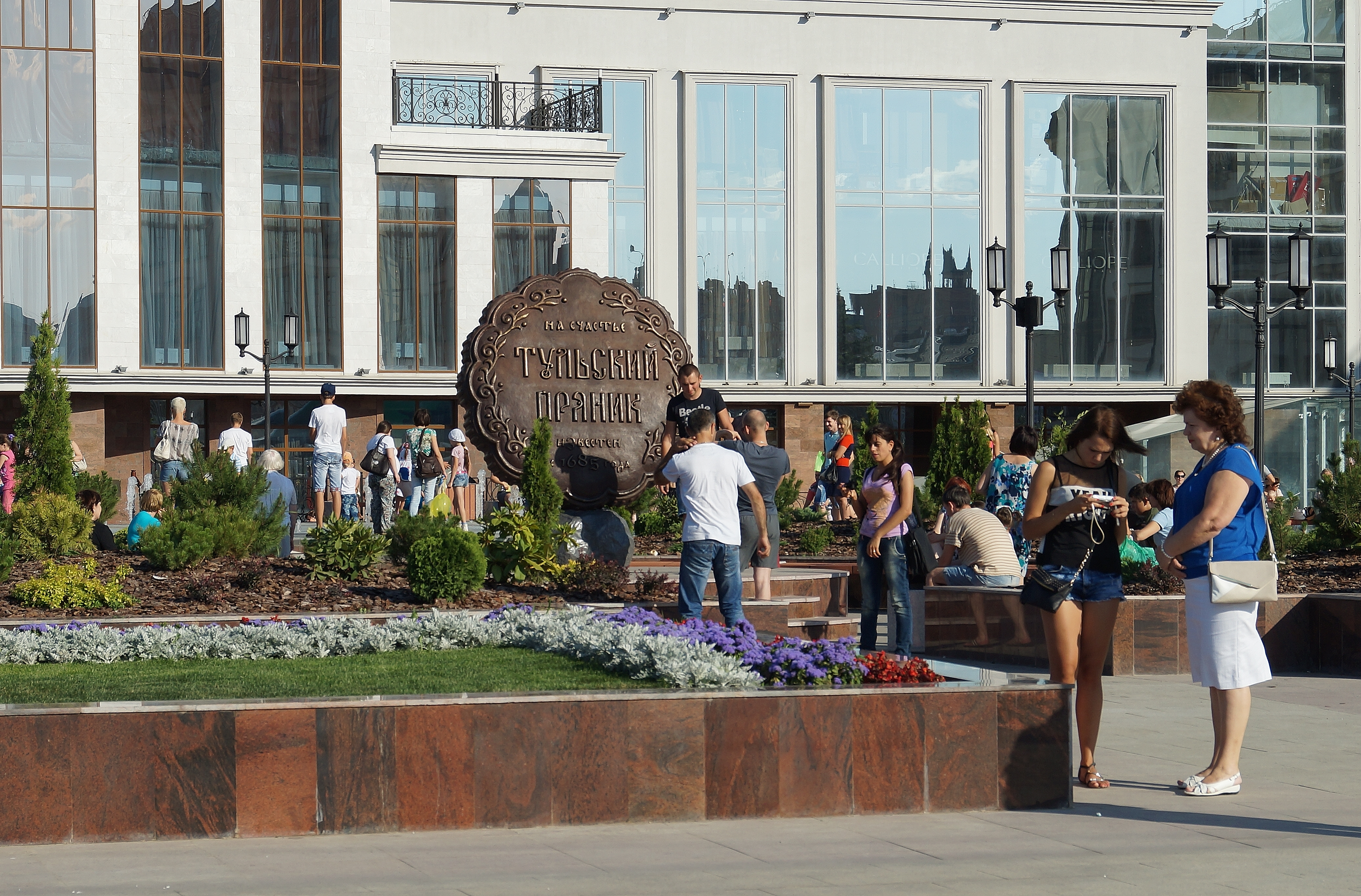
Памятник прянику в Туле

В настоящее время тульские пряники изготавливаются на тульских фабриках «Тульский пряник заводской», «Старая Тула», «Ясная Поляна», «Медовые традиции», в частных пекарнях ИП Полякова, «Купец Шехватов», «Тулячка», а также рядом более мелких производителей.
Продукту посвящён музей «Тульский пряник», открытый в Туле в 1996 году.
С 2016 года в Туле проходит фестиваль «День пряника».
Самый большой тульский пряник был изготовлен и внесен в Реестр рекордов России 19 сентября 2019 года. Его вес составил 117 килограммов, длина 1,8 м, ширина 1,18 м, высота 0,07 м. Рекорд установила тульская кондитерская фабрика «Медовые традиции».